# 6,35 × 15 мм Браунинг
6,35 мм Браунинг (официальное наименование по C.I.P.: 6,35 Browning, допускаемые синонимы — 25 Auto(matic), 25 ACP; официальное наименование по американской SAAMI: 25 Auto(matic), хотя изначально в США использовалось .25 ACP (от Automatic Colt Pistol)) — пистолетный патрон с цилиндрической гильзой, имеющей маловыступающую закраину, производство которого было налажено в Бельгии в 1905/06 годах, позже в других странах Европы и в США (в 1908 году). Патрон предназначается для малогабаритных (т. н. «жилетных») карманных пистолетов и револьверов.
За время длительного существования 6,35-мм патрона для его обозначения (помимо указанных выше регламентированных/рекомендованных) использовались различные наименования:
— 6,35 mm A.C.P.;
— 6,35 mm Selbstlade Pistole;
— .25 A.S.P. — Auto Selbstlade Pistole;
— .25 Auto Pistol;
— .25 Colt Auto;
— .25&6.35 Auto и 25-6,35 m/m;
— DWM 508A — индекс гильзы по каталогу германской фирмы DWM;
— GR 757 — индекс патрона по каталогу австро-венгерской фирмы Georg Roth;
В литературе встречаются наименования с указанием длины гильзы вида 6,35x15,8 Browning, 6,35x15 и т. п., иногда с добавлением указывающих на полуфланцевый тип гильзы букв: SR (англ. Semi Rimmed) или HR (нем. Halb Rand). Производители патронов и оружия такие обозначения не используют.

## История
Патрон был разработан в 1906 году конструктором-оружейником Дж. М. Браунингом для новой модели малогабаритного пистолета Browning M1906 производства бельгийской оружейной фирмы «Fabrique Nationale d’Armes de Guerre».
Благодаря гильзе с мало выступающей закраиной, этот пистолетный патрон мог использоваться не только в пистолетах, но и в револьверах. Баллистические характеристики, пробивное и останавливающее действие пули у патрона достаточно скромные, вследствие чего этот боеприпас используется преимущественно в компактных образцах гражданского оружия, предназначенного для самообороны на небольших дистанциях. Впрочем, в первой трети XX века оружием под этот боеприпас нередко вооружались высшие офицеры вооруженных сил и полиции.
6,35-мм патроны Browning в ряде пистолетов при досылке в патронник фиксируются передним торцом гильзы в уступ патронника, в ряде других — упором закраины в торец патронника. Гильза патрона почти цилиндрической формы, латунная.
С целью увеличить дульную энергию и останавливающее действие пули, в начале 1970х годов в США предпринимались попытки переснаряжения ранее выпущенных патронов .25 ACP современным бездымным порохом.

## Типы патронов
Стандартная пуля — оболочечная, состоит из свинцового сердечника и латунной, мельхиоровой или биметаллической оболочки. Впрочем, в США разработаны также патроны с пулями повышенного останавливающего действия:
- .25 ACP Automatic Magsafe Defender +P — патрон с увеличенной скоростью пули (при этом, масса пули уменьшена до 22 гран);
- Hornady XTP Jacketed Hollow Point Self Defense Ammunition — патрон с экспансивной оболочечной пулей массой 35 гран с углублением в носике пули;
- Speer Gold Dot Hollow Point Self Defense Ammunition — патрон с экспансивной полуоболочечной пулей типа «Hollow Point» массой 35 гран с углублением в носике пули;
- Cor-Bon Glaser Safety Slug — патрон с не дающей рикошетов медной пустотелой пулей массой 40 гран, наполненной свинцовой дробью диаметром 1,25 мм и закрытой в носовой части пластмассовым колпачком;
- Winchester Super-X Self Defense Ammunition — патрон с пулей со сплющивающейся головной частью типа «Expanding Point» массой 45 гран;
- HOXIE — патрон с экспансивной свинцовой пулей со стальным шариком в головной части, при попадании в цель твердый стальной шарик деформирует мягкую свинцовую пулю.

Кроме того, выпускался патрон с безоболочечной свинцовой пулей, предназначенный для использования в револьверах.

## Достоинства и недостатки
Как и все боеприпасы, патрон  6,35 × 15 мм имеет свои достоинства и недостатки:
| Достоинства                                                 | Недостатки                                         |
| ----------------------------------------------------------- | -------------------------------------------------- |
| Размер и вес патрона, а также оружия под него, низкая цена. | Низкое поражающие и останавливающее действие пули. |
| Слабая отдача.                                              | Малая пробивная способность пули.                  |
| Тихий выстрел, возможность применения простых глушителей.   | Малая дальность стрельбы.                          |

## Производство
6,35-мм пистолетные патроны Browning производились в Бельгии, Германии, США, Чехословакии и многих других странах. В ряде стран они производятся до настоящего времени.
- Польша — выпуск патронов начат в 1925 году и продолжался до начала войны в сентябре 1939 года, патроны имели клеймо Pk[5]
- Мексика — патрон с оболочечной пулей массой 50 гран производится фирмой Aguila Ammunition
- Италия — патрон с оболочечной пулей массой 50 гран и неоржавляющим капсюлем производится фирмой Фиокки Мунициони;
- Сербия — патрон с оболочечной пулей массой 50 гран и неоржавляющим капсюлем производится компанией Први партизан в качестве боеприпаса для гражданского оружия;
- США — патроны различных типов производятся несколькими компаниями[3]
- Чехия — патрон с оболочечной пулей массой 50 гран и неоржавляющим капсюлем производится компанией Sellier & Bellot в качестве боеприпаса для гражданского оружия.

### Производство в СССР
В СССР серийный выпуск идентичного 6,35-мм пистолетного патрона (индекс ГАУ — 57-Н-112) был начат в 1934 году на патронном заводе № 3 им. тов. Володарского в Ульяновске (входившем в трест «Патрубвзрыв»). Патроны производились для пистолета ТК и находившихся на вооружении 6,35-мм пистолетов иностранного производства. Производство патрона продолжалось до начала Великой Отечественной войны. Упаковка маркировалась как «Патроны к пистолету „Браунинг“».
Некоторые авторы указывали, что советские 6,35-мм патроны имели усиленный пороховой заряд, что не соответствует действительности, так как отечественные патроны обеспечивали стандартную для 6,35-мм патронов скорость пули: 220—230 м/с.